# Northwood (Dakota del Nord)
Northwood è un centro abitato (city) degli Stati Uniti d'America, situato nella Contea di Grand Forks, nello Stato del Dakota del Nord. Nel censimento del 2000 la popolazione era di 959 abitanti. La città è stata fondata nel 1884. Appartiene all'area metropolitana di Grand Forks.

## Tornado del 2007
Un tornado, classificato di livello EF4 secondo la Scala Fujita, ha investito Northwood nella sera del 26 agosto 2007, causando la distruzione dell'intera città e uccidendo un abitante. Molti degli edifici hanno subito gravi danneggiamenti, inclusi incendi, crolli e abbattimenti.

## Geografia fisica
Secondo i rilevamenti dell'United States Census Bureau, la località di Northwood si estende su una superficie di 2,70 km², tutti occupati da terre.

## Popolazione
Secondo il censimento del 2000, a Northwood vivevano 959 persone, ed erano presenti 243 gruppi familiari. La densità di popolazione era di 356 ab./km². Nel territorio comunale si trovavano 459 unità edificate. Per quanto riguarda la composizione etnica degli abitanti, il 99,17% era bianco, lo 0,10% era afroamericano, lo 0,10% era nativo e lo 0,10% proveniva dall'Asia. Lo 0,10% apparteneva ad altre razze, mentre lo 0,43% appartiene a due o più razze. La popolazione di ogni razza ispanica corrispondeva allo 0,73% degli abitanti.
Per quanto riguarda la suddivisione della popolazione in fasce d'età, il 20,8% era al di sotto dei 18, il 4,4% fra i 18 e i 24, il 22,3% fra i 25 e i 44, il 24,6% fra i 45 e i 64, mentre infine il 27,9% era al di sopra dei 65 anni di età. L'età media della popolazione era di 48 anni. Per ogni 100 donne residenti vivevano 91,0 maschi.